# Distenia striaticollis
Distenia striaticollis är en skalbaggsart som beskrevs av Jean François Villiers 1959. Distenia striaticollis ingår i släktet Distenia och familjen långhorningar. Inga underarter finns listade i Catalogue of Life.